# Kiili
Kiili ist eine Landgemeinde im estnischen Kreis Harju mit einer Fläche von 100,87 km². Sie hat 5229 Einwohner (Stand: 2025).
Neben dem Hauptort Kiili (865 Einwohner) gehören zur Gemeinde die Dörfer Arusta, Kangru, Kurevere, Luige, Lähtse, Metsanurga, Mõisaküla, Nabala, Paekna, Piissoo, Sausti, Sookaera, Sõgula, Sõmeru und Vaela.
Bis 1971 hieß Kiili offiziell Veneküla (Russendorf). Der Name (belegt seit 1798) nimmt auf die Russen Bezug, die sich nach dem Nordischen Krieg in dem Ort niedergelassen haben.